# غريزانو
غريزانو (Γριζάνον) هي مدينة في تريكالا في مقاطعة فوريا إلادا في اليونان.
يبلغ عدد سكانها حوالي 1420 نسمة.